# Grodor
Uppslagsorden "Groda" och "Grodorna" leder hit. För andra betydelser, se Groda (olika betydelser).
Grodor är ett samlingsnamn för vissa arter i ordningen stjärtlösa groddjur. De bildar dock ingen enhetlig taxonomisk grupp och har inte nödvändigtvis ett närmare släktskap med varandra än med andra arter inom ordningen. De skiljer sig från paddorna främst genom att huden är slätare och fuktigare och att de hoppar fram snarare än kryper som paddorna gör. Arterna förekommer i tropiska och tempererade regioner över hela världen. Europeiska arter hotas främst av att deras våtmarker fylls igen eller på grund av trafikleder som ligger mellan deras olika reproduktions- och levnadsområden.

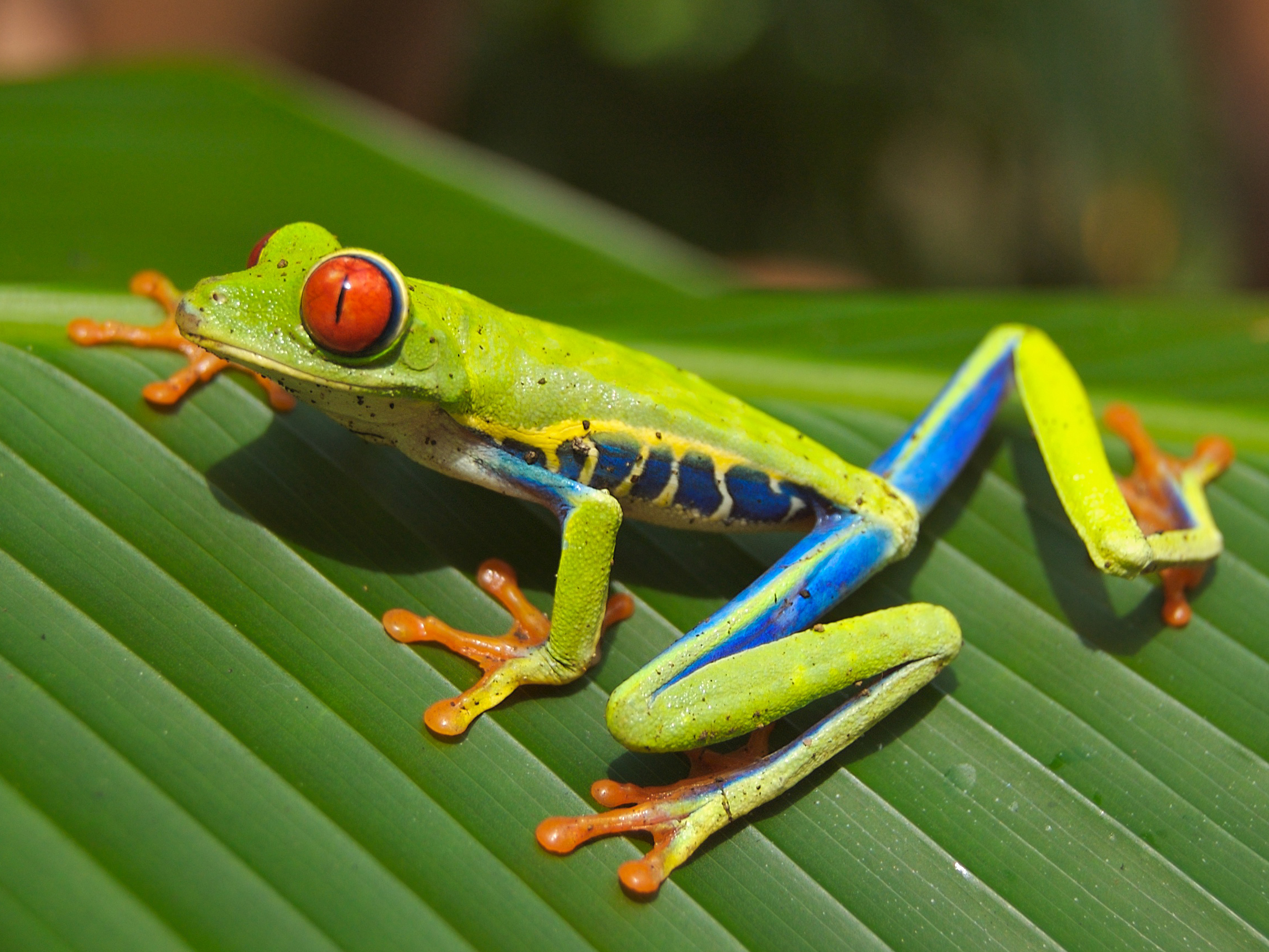
Lövgroda av arten rödögd bladgroda

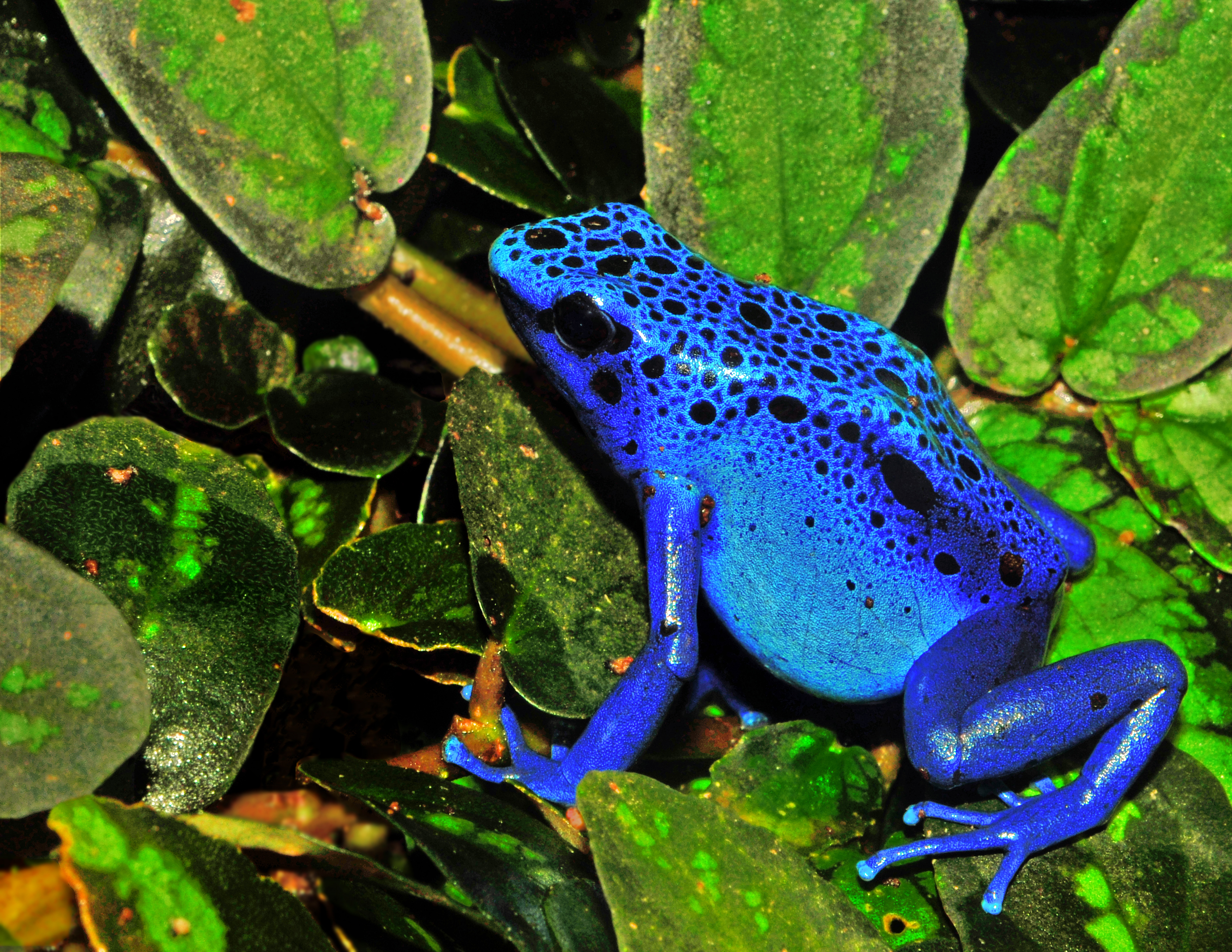
Pilgiftgroda av arten Dendrobates azureus

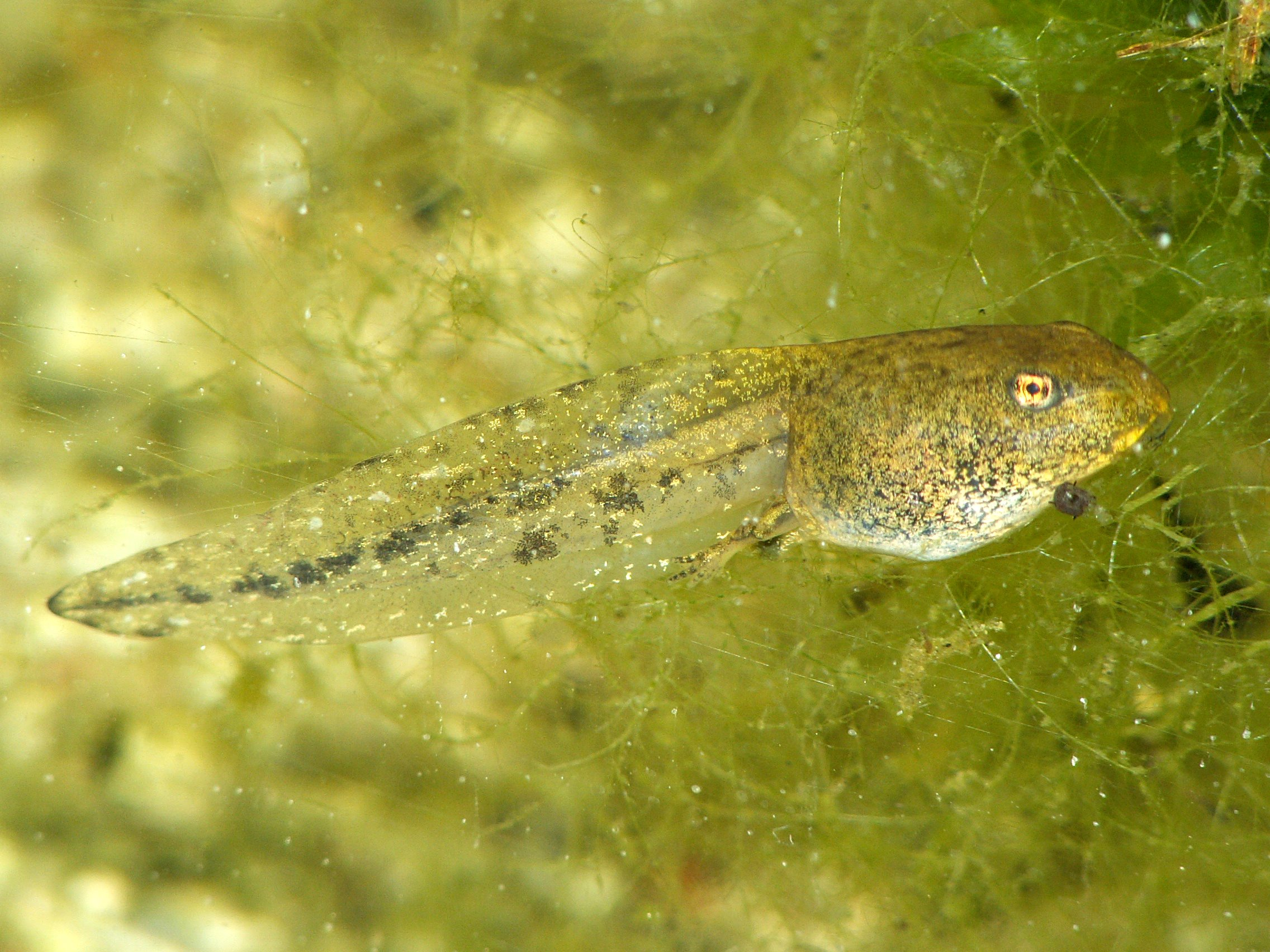
Grodyngel av arten vanlig groda

## Kännetecken
Storleken varierar väldigt mycket, från en centimeter upp till över 30 centimeter för goliatgrodan. De har långa bakre extremiteter som ger dem möjlighet att utföra långa hopp. Huden är slätare och fuktigare än hos paddor. Dessutom har grodor inte stora, knölformiga parotidkörtlar bakom ögonen som paddorna. Pupillerna har en oval form. Vanligen finns väl utvecklad simhud mellan tårna på de bakre extremiteterna.
Som alla stjärtlösa groddjur saknar vuxna grodor svans; ynglen är däremot svansförsedda, men svansen försvinner gradvis medan de utvecklas till vuxna individer.

## Sinnesorgan
Grodor saknar ytteröron, utan trumhinnan mynnar direkt på huden och är tydligt synlig hos de flesta grodor (till skillnad från paddorna, som har otydligare trumhinna). Hörseln är dock god, och påminner i omfattningen om människans. Högfrekventa ljud (över 1000 Hertz) uppfattas direkt via trumhinnan, medan ljud av lägre tonhöjd når innerörat via benstommen. Till skillnad från svansförsedda groddjur har grodorna stämband, och de kommunicerar ofta med varandra med lockrop, varningsrop och andra sorters läten. Hannarna har vanligen vid de undre käkvinklarna hudpåsar som kan blåsas upp. Dessa används för att öka lätens resonans.

## Livscykel och levnadssätt
Som vattenlevande larver (yngel) äter de alger, växtdelar och smådjur, varför de fungerar som filtrerande renhållare. När de förvandlats och påbörjat sitt landliv äter de maskar, sniglar, spindlar och andra småkryp. De är dessutom själva omtyckta bytesdjur för en rad andra organismer – i vatten blir de ofta föda åt större insektslarver och på land äts de till exempel av olika smådäggdjur och fåglar. Groddjurens levnadssätt och fortplantning har anpassats efter en hög dödlighet i de lägre åldersklasserna. Under den årliga lekperioden producerar exempelvis en åkergrodehona en äggsamling med cirka 1 500 ägg. Av dessa överlever mellan fem och tio fram till vuxen ålder då de själva kan delta i fortplantningen. Resten av honans fortplantningsansträngning det året kommer ekosystemet till del i form av näring och föda. När grodor föds, föds de med gälar. Medan de växer utvecklas lungor som de använder som fullvuxna.
I regioner med tempererat klimat sammanfaller lektiden med våren, men i subtropiska och tropiska områden finns inga särskilda parningstider. Hos vissa arter som lever utanför Europa kan honan lägga upp till 20 000 ägg (jämför rom).
2009 fann zoologer från bland annat Museum für Tierkunde en ny grodart i Anderna, Sydamerika. Arten är så liten att den kan sitta på en tumnagel och har fått namnet Noblella pygmaea. Grodan hittades på 3100 meters höjd i Valle de Cosnipata i Peru. Till skillnad från de flesta andra grodarter är det färdigutvecklade små grodor som kommer ur äggen, inte grodyngel. Den lilla grodan är således helt anpassad till ett liv på land.

## Utbredning och biotop
Arterna förekommer i tropiska och tempererade regioner över hela världen.

### Förekomst i Sverige
I Sverige förekommer det 8 arter grodor: vanlig groda, åkergroda, ätlig groda, långbensgroda, gölgroda, lövgroda, lökgroda och klockgroda. Alla dessa arter är fridlysta i Sverige.

## Systematik
Grodor är en polyfyletisk grupp inom ordningen stjärtlösa groddjur. Detta innebär att grodorna inte bildar en enhetlig taxonomisk grupp och de har inte nödvändigtvis ett närmare släktskap med varandra än med andra arter inom ordningen, som exempelvis paddor. I följande familjer inom ordningen förekommer det arter som i dagligt tal kallas för grodor:
- Äkta grodor (Ranidae)
- Pipagrodor (Pipidae)
- Ascaphidae
- Glasgrodor (Centrolenidae)
- Pilgiftsgrodor (Dendrobatidae)
- Skivtungade grodor (Discoglossidae)
- Heleophrynidae
- Hemisotidae
- Lövgrodor (Hylidae)
- Gräsgrodor (Hyperoliidae)
- Leiopelmatidae
- Megophryidae
- Trångmynta grodor (Microhylidae)
- Lökgrodor (Pelobatidae)
- Pseudidae
- Trädgrodor (Rhacophoridae)
- Rhinodermatidae
- Sooglossidae

## Grodor och människor

### Hot och status

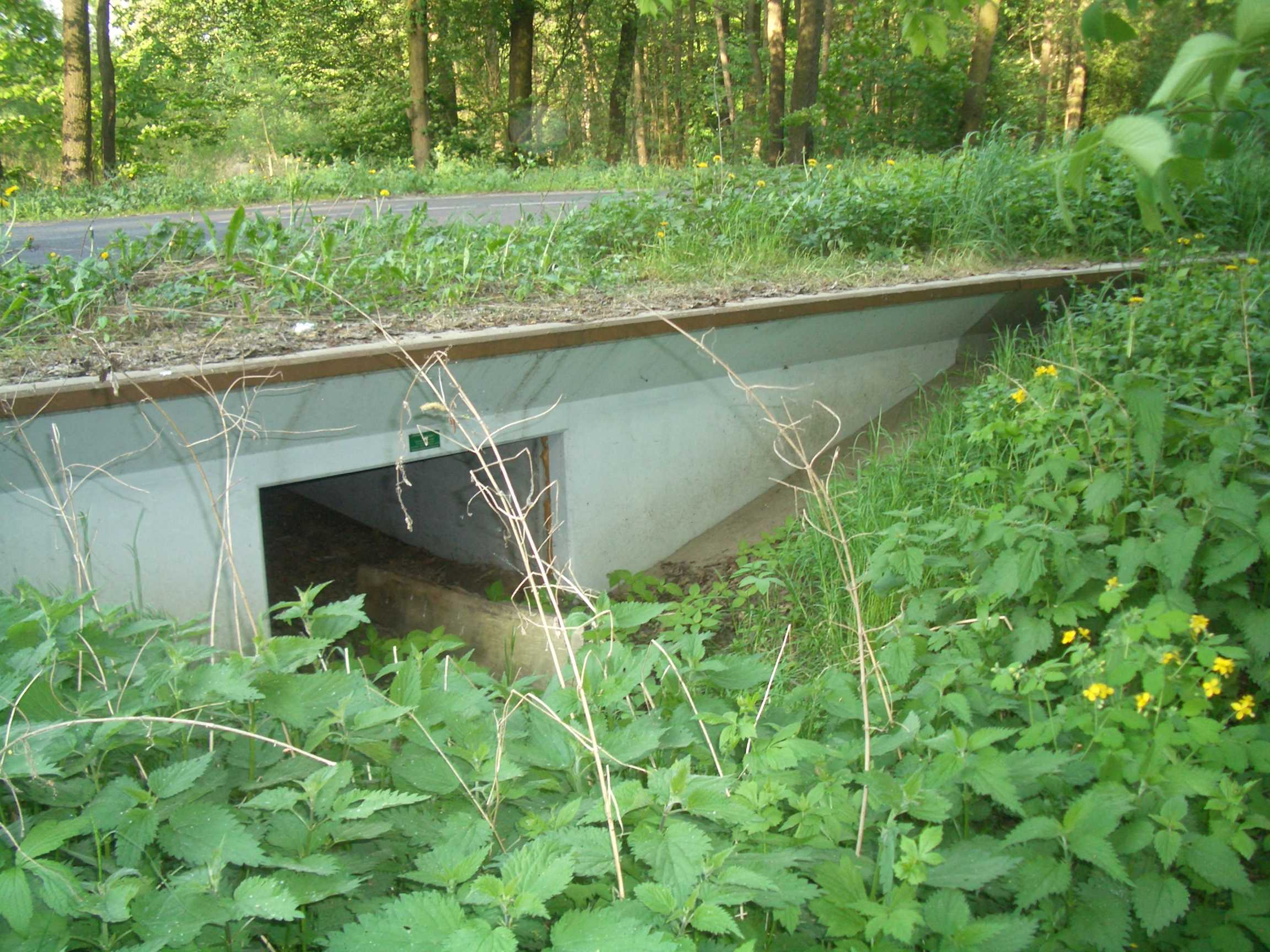
Tunnel för grodor nära Berlin

Flera grodarter är hotade. Orsakerna är dels att småvatten och våtmarker i stor omfattning under de senaste 200 åren dikas ut, fylls igen eller blir igenväxta. Även skogsbrukets övergång från lövskog till barrskog påverkar många arter. Många grodor dödas i trafiken när de försöker korsa de vägar som utgör vandringshinder mellan reproduktionsområdena och levnadsområdena. För att skydda grodorna så att de inte blir överkörda sätter skyddsorganisationer och frivilliga människor upp stängsel vid vägens kant. Grodorna fångas i hinkar som är ingrävda längs stängslet och bärs sedan över vägen. Ofta räknas grodorna för att få en uppskattning av områdets population. En annan möjlighet är fast installerade tunnlar under vägarna.
En effekt av exploateringen är att enskilda populationer minskar i omfattning, vilket leder till att populationer isoleras från varandra. Avståndet mellan populationer blir till slut så stort att få eller inga individer klarar av att vandra från den ena till den andra.

### Som sällskapsdjur och föda

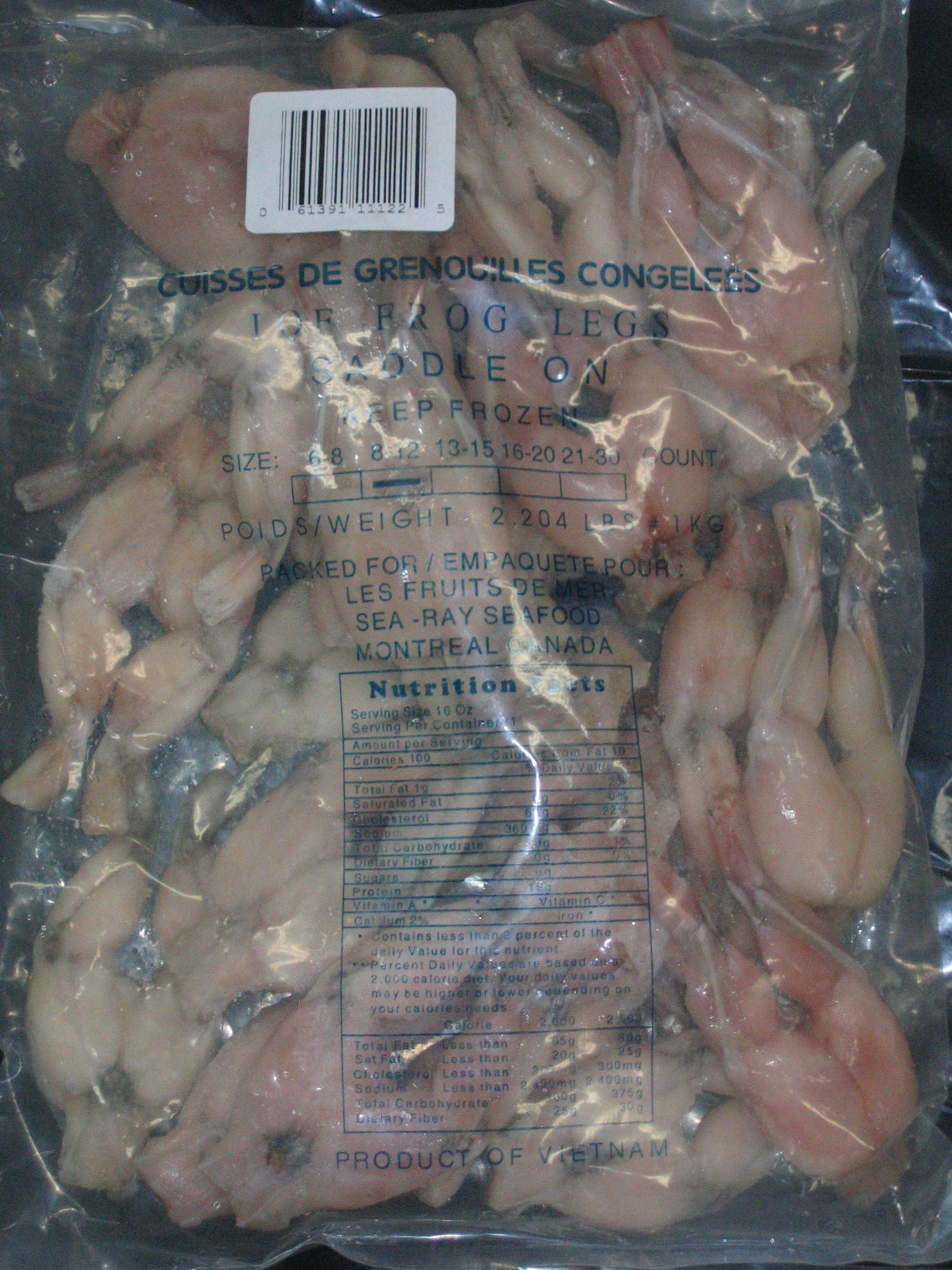
En påse grodlår från Vietnam.

Grodor förekommer ibland som sällskapsdjur. Vissa plockar grodrom eller grodyngel och låter dem utvecklas i akvarier. I Sverige är detta tillåtet för vanlig groda, vanlig padda och åkergroda under förutsättning att djuren släpps lösa i samma vatten som de samlades in. För övriga fridlysta arter (det vill säga alla andra arter i Sverige) är det förbjudet.
Grodlår anses i många länder som en delikatess, bland annat i Frankrike, Belgien och Italien. Smak och konsistens är likt kycklingkött. Numera importeras grodlår ofta ifrån Indien och andra asiatiska stater.

### Grodor i kulturen
Grodor är vanliga fabeldjur, exempelvis i fabeln om skorpionen och grodan eller i sagan om grodprinsen. En internationellt känd antropomorf groda är Kermit i Mupparna. Kända svenska antropomorfa grodor är exempelvis Grodan Boll och Skurt.
Grodor och paddor brukar också associeras med trolldom. Ett klassiskt tema i sagan är grodprinsen som förvandlas till en groda och bara kan återställas av en kyss från en prinsessa.
Enligt svensk folktro borde man undvika att skada en groda – det kunde vara en människa, till exempel en prinsessa, eller ett övernaturligt väsen som uppträdde i grodgestalt. – Stundom betraktades grodan som ett gårdsrå som man borde vara rädd om. – En man, som ville vinna en flickas kärlek, skulle slå ihjäl en groda och ur dess skelett ta ett ben, som liknade en hake, samt fästa detta i flickans kläder. – En person, som skilt orm och groda åt, ägde förmåga att lindra en barnaföderskas smärtor. – Ordet groda i betydelsen "dumt yttrande" torde härröra från en folksaga om en flicka, ur vars mun grodor hoppade, då hon talade. – Andra namn på groda är klossa, tossa och hoppetossa, ord som också kan beteckna klumpig eller enfaldig kvinna.

### Fotnoter
1. ↑  Fog, Kåre; Schmedes, Adam; Rosenørn de Lasson, Dorthe (2001) [1997] (på dk). Nordens padder og krybdyr. København: Gads Forlag. sid. 36-38. ISBN 87-12-02982-3
2. ↑  Ny grodart är en centimeter lång, Catenazzi, Alessandrio, Illustrerad Vetenskap nr 12 2009.
3. ↑  Naturvårdsverket, Fridlysta arter, läst 2018-11-17